# 迈纳 (哈卡斯共和国)
迈纳（羅馬化：Mayna）是俄罗斯哈卡斯共和国的市级镇，属共和国辖市萨彦诺戈尔斯克市管辖，地处哈卡斯共和国东部，位于叶尼塞河畔，在萨彦诺戈尔斯克东南、共和国首府阿巴坎南方，西南距切廖穆什基镇约15公里，东与克拉斯诺亚尔斯克边疆区隔河相望。建有迈纳水电站（Майнская ГЭС）。
该地2021年人口有4,699人；2010年人口5,062；2002年人口5,365；1989年人口6,328。